# 李得春 (羽毛球運動員)
李得春（韓語：이득춘，1962年7月16日—），男，韓國羽球運動員。
李得春在1987年IBF世界錦標賽上與鄭明熙一起獲得了混合雙打銀牌。同年，兩人在全英羽球公開錦標賽中獲得了混合雙打冠軍。
2013年，在擔任少年國家隊主教練近20年後，他成為韓國國家羽毛球隊的主教練。他取代了金重洙擔任主教練，後者先前是取代成漢國。李得春的主教練職務於2017年1月1日被姜京珍所取代。